# Snět
Snět (deutsch Sniet) ist eine Gemeinde in Tschechien. Sie liegt 13 Kilometer nordwestlich von Humpolec und gehört zum Okres Benešov.

## Geographie
Snět befindet sich linksseitig des mit der Trinkwassertalsperre Švihov gefluteten Želivkatals auf einem Höhenzug in der Böhmisch-Mährischen Höhe. Südlich liegt das Tal des Blažejovický potok, über dessen Mündung in den Stausee sich die Reste der Burg Zahrádka (Klosterberg) befinden. Am gegenüberliegenden Ufer steht die Kirche St. Veit, die bis 1976 im Zentrum des Fleckens Zahrádka stand. Westlich des Dorfes erhebt sich der Hůrka (546 m), der auch als Blažejovický vrch bezeichnet wird.
Nachbarorte sind Šetějovice und Dolní Rápotice im Norden, Kamenná Lhota und Dolní Paseka im Nordosten, Horní Paseka im Osten, Podivice und Hojanovice im Südosten, Ježov und Vranice im Süden, Blažejovice im Südwesten sowie Vraždovy Lhotice und Martinice u Dolních Kralovic im Nordwesten.

## Geschichte
Snět entstand im ursprünglich von dichten Wäldern bestandenen Sprengel der Königin Swatawa, im Zuge dessen Besiedlung durch das Vyšehrader Kollegiatkapitel. Die erste urkundliche Erwähnung des Ortes erfolgte im Jahre 1350, als die Kirche St. Peter und Paul als eine der Pfarrkirchen des Dekanats Štěpánov aufgelistet wurde. Das Dorf gehörte zu den Pfründen der Domherren vom Vyšehrad. 1359 war dies Peter von Hornbach, ab 1390 folgte Jan Sádlo von Smilkov, danach Wilhelm von Rosental und letztlich Nikolaus Ubaldinův.
Nach der Zerstörung des Vyšehrad durch die Hussiten erhielt Nikolaus Trčka von Lípa 1436 den Sprengel als Geschenk. Im Laufe des 16. Jahrhunderts wechselten die Besitzer häufig. 1603 kaufte Samuel Diwisch Vokrouhlický von Langendorf den Ort, ihm folgte Albrecht Vražda von Kunwald. 1618 besaßen Radslav Jaroslav von Wchynitz und Tettau sowie Wenzel Vražda der Jüngere von Kunwald den Ort. Die Nachkommen beider hielten Snět bis 1698, danach erwarb Johann Leopold Donatus von Trautson und Falkenstein die Herrschaften Unterkralowitz und Martinitz. Ihm folgte 1766 Karl Josef von Palm-Gundelfingen und ab 1844 Fürst Wilhelm Vincenz von Auersperg.
Nach der Ablösung der Patrimonialherrschaften erlangte Snět 1848 die Selbstständigkeit. 1910 entstand das Schulhaus nach Plänen des Architekten Bohumír Šilinger. Im Jahre 1926 brach ein Großbrand aus, bei dem von den 68 Häusern des Dorfes 27 niederbrannten. 1945 wurden die Güter der Fürsten Auersperg konfisziert.
Ab 1974 erfolgte die Flutung des Tals der Želivka durch die Talsperre Švihov; gleichzeitig wurde der Flecken Zahrádka aufgelöst und zu großen Teilen überflutet.

## Gemeindegliederung
Für die Gemeinde Snět sind keine Ortsteile ausgewiesen.

## Sehenswürdigkeiten
- Kirche St. Peter und Paul, das 1350 erstmals erwähnte Gotteshaus erhielt seine heutige barocke Gestalt beim Umbau vom 1778. Die Glocke ist ein Werk des Kuttenberger Glockengießermeisters Ondřej Ptáček aus dem Jahre 1473.